# جوش سميث (لاعب دوري الرغبي)
جوش سميث (بالإنجليزية: Josh Smith)‏ هو لاعب دوري الرغبي أسترالي، ولد في 31 يناير 1979.